# Reactancia (psicología)
La reactancia es una reacción emocional en contradicción directa a reglas o regulaciones que amenazan o suprimen ciertas libertades en la conducta. Puede ocurrir cuando alguien es fuertemente presionado para aceptar un determinado punto de vista o actitud. La reactancia puede causar que una persona adopte o endurezca un punto de vista o actitud contraria a la intencionada y también incrementa la resistencia a la persuasión. Ejemplos sencillos son una persona que se interesa más en alguien que le gusta porque «se hace el/la difícil», o cuando se le dice a un niño que no quiere comer: «No te comas la verdura si no quieres; me la comeré yo y no te voy a dejar nada». La gente que utiliza la psicología inversa (también conocida como técnicas de intervención paradójica) está utilizándola y tiene conciencia de ello, al menos informalmente, al intentar influir en alguien al expresar lo contrario de lo que desea obtener. Este es un método utilizado frecuentemente en fraudes o para efectuar ventas poco éticas, manipulando al consumidor para que elija una opción que no necesariamente elegiría usando la lógica.

## Definición
La reactancia psicológica ocurre en respuesta a una amenaza a la libertad de la conducta percibida. La libertad de alguien de elegir cómo y cuándo conducir su propia conducta, el grado en que uno es consciente de esa libertad y su capacidad para determinar conductas necesarias para satisfacer esa libertad inciden en la generación de la reactancia psicológica. Se cree que si la libertad de conducta de alguien es amenazada o reducida, él o ella se volverá motivacionalmente exaltado. El miedo a experimentar la pérdida de mayores libertades puede provocar esta exaltación y motivar el restablecimiento de la libertad amenazada. Debido a que este estado emocional es el resultado de la reducción percibida de la libertad de acción, es considerado una «estrategia de contrafuerza» y, por lo tanto, es llamada «reactancia psicológica».
Hay cuatro elementos importantes en la teoría de la psicología inversa: la libertad percibida, la amenaza a la libertad, la reactancia y el restablecimiento de la libertad. La libertad no es una consideración abstracta sino un sentimiento asociado con conductas reales. Las conductas libres se refieren a acciones, emociones y actitudes.

## Parámetros de la reactancia
1. Expectativa de libertad: Sólo se experimentará cuando la persona se percibe a sí mismo libre para ocuparse de la conducta amenazada. Cuanta más libertad siente una persona que tiene, más reactancia será activada, pero si no siente que tiene esa libertad, no experimentará reactancia.
2. Fuerza de la amenaza: Cuanto mayor sea la amenaza, mayor cantidad de reactancia se activará, produciéndose la máxima reactancia cuando la libertad sea totalmente eliminada. Puede activarse reactancia cuando se observa a alguien que experimenta la amenaza, y por similitud, también ve uno amenazada su libertad (si le impiden a un compañero que tome café se sentirá amenazado).
3. Importancia de la libertad: Cuanto más importante sea para una persona la libertad amenazada, más reactancia experimentará. Si la libertad amenazada es importante y hay una única forma (la amenazada) de satisfacer una determinada necesidad, la reactancia experimentada será máxima.
4. Implicación de otras libertades: Se activará mayor reactancia cuando se vean implicadas por una amenaza mayor número de libertades. La reactancia estará en función del grado en que la amenaza pueda tener implicaciones para su conducta futura (si ese tipo de amenazas pueden repetirse en el futuro).
5. Legitimidad de la amenaza: La cantidad de reactancia va a depender de la legitimidad de la fuente que amenaza la libertad. Si la amenaza procede de una fuente importante de autoridad, la reactancia puede ser menor al implicar, p.ej. sólo las conductas propias del contexto en que se produce la amenaza. Si se trata de limitaciones impuestas por la ley, suscitarán intentos indirectos de restauración de la libertad.

## Efectos de la reactancia
1. Restauración directa: Se trataría de recuperar la libertad amenazada comprometiéndose, precisamente, en llevar a cabo la conducta amenazada (un adolescente está más tiempo con un amigo prohibido). Este tipo de restauración dependerá de los costes esperados por no acatar la amenaza y, sería imposible si la libertad ha sido completamente eliminada.
2. Restauración indirecta: La persona puede realizar una conducta que sea equivalente a la amenazada (al niño se le prohíbe pegar a su hermana y le saca la lengua) o bien, puede realizar la amenaza manteniendo su libertad de acción (si ya no puede tomar café, pasa el mismo tiempo hablando por teléfono), e incluso puede conseguirse una restauración vicaria (el hermano puede conseguir el permiso para él).
3. Respuestas subjetivas: La persona puede intentar una reestructuración cognitiva de la situación que activa la reactancia. Puede cambiar el atractivo de las alternativas posibles y de la alternativa eliminada, o puede mostrar hostilidad hacia el agente que ha amenazado la libertad de conducta del sujeto.

## Aportación de la investigación en reactancia al estudio de la personalidad
Ante la pérdida o amenaza al control que el individuo tiene sobre su vida, se incrementan los esfuerzos por recuperar dicho control. Desde la psicología social se ha estudiado el efecto que tenía sobre las personas la introducción en el mercado de nuevos productos que cambiaran sus hábitos de conducta, o el efecto producido por la entrada en vigor de leyes que restringen libertades previas. Mazis analizó las reacciones de las amas de casa ante una ley que prohibía el uso de productos de limpieza que llevaban fosfatos. La reactancia se reflejaba en la sobrevaloración de las alternativas prohibidas y la infravaloración de las permitidas.
Engs y Hanson estudiaron los efectos del incremento de la edad legal para consumir alcohol. Se había incrementado el número de personas por debajo de la edad legal que bebían, frente el consumo que esa misma muestra de edad tenía cuando la bebida era legal. Benley y Wu encontraron que los mensajes con alta amenaza en su recomendación de la abstinencia aumentaban el consumo entre los bebedores habituales.